# Campeonato Mundial de Taekwondo de 1989
O Campeonato Mundial de Taekwondo de 1989 foi a 9ª edição do evento, organizado pela Federação Mundial de Taekwondo (WTF) entre 9 de outubro a 14 de outubro de 1989. A competição foi realizada na Arena Jamsil, em Seul, Coreia do Sul. 

## Resultados
Os resultados foram os seguintes. 
Masculino
| Evento        | Ouro                         | Prata                          | Bronze                                  |
| Até 50 kg     | Coreia do Sul Kwon Tae-ho    | Taipé Chinesa · Chang Jung-san | Estados Unidos · Juan Moreno            |
| Até 50 kg     | Coreia do Sul Kwon Tae-ho    | Taipé Chinesa · Chang Jung-san | Turquia · Harun Ateş                    |
| Até 54 kg     | Coreia do Sul Kim Cheol-ho   | Turquia · Turgut Uçan          | Irão Fariborz Danesh                    |
| Até 54 kg     | Coreia do Sul Kim Cheol-ho   | Turquia · Turgut Uçan          | Egito · Salb Abdelhamid                 |
| Até 58 kg     | Coreia do Sul Ham Jun        | Itália · Domenico D'Alise      | Alemanha Ocidental · Christian Herberth |
| Até 58 kg     | Coreia do Sul Ham Jun        | Itália · Domenico D'Alise      | Arábia Saudita · Abdullah Al-Najrani    |
| Até 64 kg     | Coreia do Sul Jang Hyuk      | França · Hubert Sinègre        | Alemanha Ocidental · Musa Çiçek         |
| Até 64 kg     | Coreia do Sul Jang Hyuk      | França · Hubert Sinègre        | Malásia · Dhanaraj Rassiah              |
| Até 70 kg     | Coreia do Sul Yang Dae-seung | Turquia · Nusret Ramazanoğlu   | Canadá · Jae Hoon Lee                   |
| Até 70 kg     | Coreia do Sul Yang Dae-seung | Turquia · Nusret Ramazanoğlu   | França · José Rocamora                  |
| Até 76 kg     | Coreia do Sul Lee Hyun-suk   | Chile · Humberto Norambuena    | Filipinas · Dante Pena                  |
| Até 76 kg     | Coreia do Sul Lee Hyun-suk   | Chile · Humberto Norambuena    | Egito · Khaled Fawzy                    |
| Até 83 kg     | Coreia do Sul Jeong Yong-suk | Chile · Renzo Zenteno          | Irão Hassan Zahedi                      |
| Até 83 kg     | Coreia do Sul Jeong Yong-suk | Chile · Renzo Zenteno          | Finlândia · Jarl Kaila                  |
| Mais de 83 kg | Egito · Amr Khairy           | Coreia do Sul Choi Sang-jin    | Austrália · Victor Bateman              |
| Mais de 83 kg | Egito · Amr Khairy           | Coreia do Sul Choi Sang-jin    | Irão Farzad Zarakhsh                    |

Feminino
| Evento        | Ouro                          | Prata                            | Bronze                        |
| Até 43 kg     | Taipé Chinesa · Chin Yu-fang  | México · Mónica Torres           | Coreia do Sul Kim Jee-hyang   |
| Até 43 kg     | Taipé Chinesa · Chin Yu-fang  | México · Mónica Torres           | Nepal Sita Kumari Rai         |
| Até 47 kg     | Coreia do Sul Won Sun-jin     | Taipé Chinesa · Pai Yun-yao      | Austrália · Anita Falieros    |
| Até 47 kg     | Coreia do Sul Won Sun-jin     | Taipé Chinesa · Pai Yun-yao      | Estados Unidos · Mayumi Pejo  |
| Até 51 kg     | Coreia do Sul Jung Nam-suk    | Estados Unidos · Diane Murray    | Taipé Chinesa · Chen Yi-an    |
| Até 51 kg     | Coreia do Sul Jung Nam-suk    | Estados Unidos · Diane Murray    | Turquia · Ayşın Haktanır      |
| Até 55 kg     | Coreia do Sul Kim So-young    | Estados Unidos · Kim Dotson      | México · Patricia Mariscal    |
| Até 55 kg     | Coreia do Sul Kim So-young    | Estados Unidos · Kim Dotson      | Espanha · Raquel Palacios     |
| Até 60 kg     | Coreia do Sul Lee Eun-young   | Taipé Chinesa · Liu Chao-ching   | Espanha · Elena Benítez       |
| Até 60 kg     | Coreia do Sul Lee Eun-young   | Taipé Chinesa · Liu Chao-ching   | Turquia · Şeyda Şerefoğlu     |
| Até 65 kg     | Estados Unidos · Anita Silsby | Países Baixos · Anne-Mieke Buijs | Turquia · Ayşe Alkaya         |
| Até 65 kg     | Estados Unidos · Anita Silsby | Países Baixos · Anne-Mieke Buijs | Coreia do Sul Kim Ji-sook     |
| Até 70 kg     | Estados Unidos · Lydia Zele   | Canadá · Marcia King             | Espanha · Antonia Vega        |
| Até 70 kg     | Estados Unidos · Lydia Zele   | Canadá · Marcia King             | Taipé Chinesa · Hsu Ju-ya     |
| Mais de 70 kg | Coreia do Sul Jung Wan-sook   | Canadá · Yvonne Franssen         | Taipé Chinesa · Chun Yang-hsi |
| Mais de 70 kg | Coreia do Sul Jung Wan-sook   | Canadá · Yvonne Franssen         | Espanha · Yolanda Santana     |

## Quadro de medalhas
O quadro de medalhas foi publicado. 
| Ordem | País               | Medalha de ouro | Medalha de prata | Medalha de bronze | Total |
| ----- | ------------------ | --------------- | ---------------- | ----------------- | ----- |
| 1     | Coreia do Sul      | 12              | 1                | 2                 | 15    |
| 2     | Estados Unidos     | 2               | 2                | 2                 | 6     |
| 3     | Taipé Chinesa      | 1               | 3                | 3                 | 7     |
| 4     | Egito              | 1               | 0                | 2                 | 3     |
| 5     | Turquia            | 0               | 2                | 4                 | 6     |
| 6     | Canadá             | 0               | 2                | 1                 | 3     |
| 7     | Chile              | 0               | 2                | 0                 | 2     |
| 8     | França             | 0               | 1                | 1                 | 2     |
| 8     | México             | 0               | 1                | 1                 | 2     |
| 10    | Itália             | 0               | 1                | 0                 | 1     |
| 10    | Países Baixos      | 0               | 1                | 0                 | 1     |
| 12    | Espanha            | 0               | 0                | 4                 | 4     |
| 13    | Irão               | 0               | 0                | 3                 | 3     |
| 14    | Austrália          | 0               | 0                | 2                 | 2     |
| 14    | Alemanha Ocidental | 0               | 0                | 2                 | 2     |
| 16    | Finlândia          | 0               | 0                | 1                 | 1     |
| 16    | Malásia            | 0               | 0                | 1                 | 1     |
| 16    | Nepal              | 0               | 0                | 1                 | 1     |
| 16    | Filipinas          | 0               | 0                | 1                 | 1     |
| 16    | Arábia Saudita     | 0               | 0                | 1                 | 1     |
| Total | Total              | 16              | 16               | 32                | 64    |